# مودريكشا

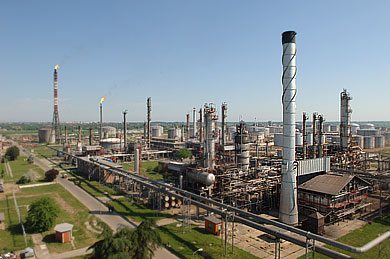
مصفاة مودريكشا

مودريكشا ((بالصربية: Модрича)‏) هي مدينة وبلدية في جمهورية صرب البوسنة، البوسنة والهرسك. وهي تقع بالقرب من مدن شاميتس ودرفنتا ودوبوي.

## التركيبة السكانية
التركيبة العرقية للبلدية:
| المجموعة العرقية  | السكان 1971 | السكان 1991 | السكان 2013 |
| ----------------- | ----------- | ----------- | ----------- |
| الصرب             | 13,457      | 12,564      | 20,227      |
| الكروات           | 9,418       | 1,660       | 1,674       |
| البوشناق/المسلمون | 8,356       | 16,992      | 3,101       |
| اليوغوسلاف        | 180         | 1,813       | -           |
| أخرى              | 211         | 2,384       | 718         |
| مجموع             | 31,622      | 35,413      | 25,720      |

## الاقتصاد
مصفاة مودريكشا للنفط حاليا مملوكة من قبل المستثمرين الروس وتقع في مودريكشا.[بحاجة لمصدر]

## الرياضة
- نادي مودريكشا لكرة القدم يلعب في الدوري الأول لجمهورية صربسكا
- نادي الكرة الطائرة المحلي مودريكشا أوبتيما.

## مدن توأمة
مودريكشا توأمة مع:
- ميليارو، إيطاليا.

## مشاهير
- زدرافكو كوزمانوفيتش، لاعب كرة قدم.

## وصلات خارجية
- الموقع الرسمي
- modrica.com (أكبر مجتمع لمودريكشا على الإنترنت)